# Nissan-lez-Enserune
Nissan-lez-Enserune är en kommun i departementet Hérault i regionen Occitanien i södra Frankrike. Kommunen ligger i kantonen Capestang som tillhör arrondissementet Béziers. År 2022 hade Nissan-lez-Enserune 4 077 invånare.

## Befolkningsutveckling
Antalet invånare i kommunen Nissan-lez-Enserune
Referens:INSEE